# Rollstuhlrückhaltesystem
Ein Rollstuhlrückhaltesystem ist ein spezielles Rückhaltesystem für Personen im Rollstuhl, die darin sitzend in einem Kraftfahrzeug befördert werden. Es soll diese Person vor Schäden bei Unfällen schützen.

## Hintergrund
Bei Unfällen mit Fahrzeugen zur Beförderung behinderter Menschen, sogenannte Behindertentransportkraftwagen (BTW), ist das Verletzungsrisiko für Personen, die im Rollstuhl sitzend befördert werden, häufig höher als für Fahrgäste, die korrekt gesichert auf einem Fahrzeugsitz befördert werden. Daher sollten körperbehinderte Personen bei der Beförderung im Kraftfahrzeug möglichst immer auf einem serienmäßigen Fahrzeugsitz sitzen und mit dem Drei-Punkt-Sicherheitsgurt gesichert sein. Wenn es möglich ist, sollten Rollstuhlfahrer auf einen Fahrzeugsitz umgesetzt werden.
Falls das Umsetzen eines Rollstuhlbenutzers auf den Autositz nicht möglich ist, müssen sowohl der Rollstuhl als auch der Fahrgast mit einem besonderen System gesichert werden.

## Systeme mit 4-Punkt-Gurt und Beckengurt
Bisher wurden häufig 4-Punkt-Gurtsysteme als Rollstuhlsicherung und ein zusätzlicher Beckengurt zur Sicherung des Fahrgastes eingesetzt.
Dabei werden Gurte an Teilen des Rollstuhlrahmens befestigt und an vier Punkten auf dem Fahrzeugboden festgeschnallt. Der im Rollstuhl sitzenden Person wird ein Beckengurt umgelegt.
Dieses System bietet nur begrenzten Schutz. Ohne Schulterschräggurt ist zum Beispiel bei einem Unfall die Gefahr von Schädel-Hirn-Verletzungen sehr groß, weil bei einer Frontalkollision der im Rollstuhl sitzenden Person der Kopf auf Knie, Unterschenkel oder Fahrzeugteile prallen kann („Klappmesser-Effekt“). 4-Punkt-Systeme können wie alle Sicherungssysteme ihre volle Schutzwirkung nur dann entfalten, wenn sie korrekt angelegt sind. Da sich aber Rollstühle in ihrer Größe und Konstruktion erheblich unterscheiden, müssen die Betreuer oder der Fahrer stets neu entscheiden, an welchen Stellen des Rollstuhls die Gurte des 4-Punkt-Systems angebracht werden sollen. Mangels Erfahrung oder aus Zeitmangel werden dabei oft ungünstige Punkte gewählt oder nur ein Teil der Gurte am Rollstuhl befestigt.
Falsch oder nur locker angelegte Rollstuhlrückhaltesysteme können dazu führen, dass der Rollstuhl nicht optimal zurückgehalten wird und in der Folge zerbricht. Dieses kann dann zu schweren oder gar tödlichen Verletzungen des Fahrgastes führen.
Der Beckengurt lässt sich manchmal nicht über das Becken eines Fahrgastes im Rollstuhl legen, weil die Seitenteile (Armlehnen) des Rollstuhls im Wege sind. Ein falsch angelegter Beckengurt kann zudem über den Bauchbereich statt über den stabilen Beckenknochen verlaufen, die Weichteile im Bauchbereich können bei einem Unfall die auftretenden Kräfte nicht aufnehmen. Dies führt zu schweren inneren Verletzungen.

## Rückhaltesystem nach DIN 75078
Ein Rückhaltesystem nach DIN 75078 Teil 2 verbindet die Rollstuhlsicherung mit der Personensicherung. Im Gegensatz zu den bisherigen 4-Punkt-Systemen ist hierbei jedoch der Anbau besonderer Befestigungsteile am Rollstuhl notwendig. Sie werden „Kraftknoten“ genannt, da über diese die Kräfte, die bei einem Unfall oder bei plötzlicher Beschleunigung auftreten, auf die Fahrzeugkonstruktion übertragen werden.
Abstrakt betrachtet besteht der Kraftknoten aus speziellen Befestigungsvorrichtungen an der jeweils stabilsten Stelle auf den beiden Seitenteilen des Rollstuhlrahmens, nach DIN 75078-Teil 2 als „Punkt, in dem idealerweise die Rückhaltekräfte des Insassenrückhaltesystems in das Rollstuhlrückhaltesystem eingeleitet werden“.
Praktisch ausgeführt wird dazu bei Nachrüstungen die Anbringung einer stählernen Adapterplatte mit Schlosszungen für die standardmäßigen Abspanngurte an den betreffenden Stellen. Das komplette System hat dabei als Standard je zwei nach hinten und nach vorn weisende Gurtschlosszungen für die hinteren bzw. vorderen Abspanngurte sowie eine zusätzliche Schlosszunge zur Befestigung des Schulterschräggurtes. Am Kraftknoten ist bereits der Beckengurt befestigt, der somit Bestandteil des Rollstuhls ist und immer direkt auf dem Becken – mit korrektem Gurtverlauf ohne erhöhtes Risiko für den Bauchbereich – angelegt werden kann.
Die Anbringung der Gurte an ungeeigneten Stellen des Rollstuhls wird durch einen korrekt angebrachten und benutzten Kraftknoten vermieden. In Verbindung mit dem Schulterschräggurt ist das System durch die vorgegebenen und standardisierten Befestigungen sicherer anzuwenden. Sofern auch die Fahrzeugausstattung der DIN 75078 entspricht, lässt sich der im Fahrzeug befindliche Schulterschräggurt mit dem Beckengurt kombinieren. Der Fahrgast im Rollstuhl ist dann optimal gesichert.

### Rechtslage zur Anwendung
Die DIN-Norm 75078-2 beschreibt zwar Konstruktion und Notwendigkeit des Kraftknotensystems, ist aber keine Rechtsnorm, aus der allein sich eine Pflicht der Anwendung ableiten ließe. Da zudem die Allgemeinen Bedingungen für die Kraftfahrtversicherung (AKB) keine Regelungen enthalten, die den Deckungsschutz für den Fall ausschließen, dass zur Sicherung von Rollstuhlfahrern Systeme verwendet werden, die nicht dem von der DIN 75078-2 repräsentierten Stand der Technik entsprechen, wird die Ansicht vertreten, dass in diesem Fall seitens der Haftpflichtversicherungen der Behindertenfahrdienste weiterhin Deckungsschutz gegeben sei. 

### Anforderungen an die Rollstühle
Spezielle DIN-Normen zu Rollstühlen ihrerseits enthielten bisher keine Anforderungen an die Eignung von Rollstühlen als Fahrzeugsitz. Mit dem Inkrafttreten der europäischen Fassungen der Rollstuhl-Normenreihen der DIN ISO 7176-19 bzw. ISO 10542 Ende 2009 ändert sich die Lage, da darin jeweils ein aussagefähiger Abschnitt über „Rollstühle zur Verwendung als Sitz in Kraftfahrzeugen“ enthalten ist. Demzufolge liegt es nun bei Herstellern, die Rollstühle nach den ausgewiesenen Leistungsanforderungen zu bauen, zu prüfen und zu kennzeichnen. Nicht derartig ausgelegte Rollstühle – ab Baujahr 2010 – dürfen dann auch nicht mehr mit einem nachträglich angebrachten Kraftknoten als Fahrzeugsitz verwendet werden.
Vertrieben werden Kraftknotensysteme als einzelne Bauteile bisher vom Sanitätsfachhandel. Als Kosten für ein Kraftknotensystem werden ca. 300 € und für die Montage je nach Aufwand rund 80 € angegeben. Im Einzelfall können die Kosten auch höher sein.

## Normen
- DIN 13249, Behindertengerechte Personenkraftwagen, Anforderungen, Januar 1993, Beuth Verlag, Berlin
- DIN 75078 Teil 1, Kraftfahrzeuge zur Beförderung von Personen mit eingeschränkter Mobilität, Begriffe, Anforderungen, Prüfung, 2004, Beuth Verlag, Berlin
- DIN 75078 Teil 2, Behindertentransportkraftwagen (BTW), Rückhaltesysteme, Begriffe, Anforderungen, Prüfung, 1999, Beuth Verlag, Berlin
- ISO 10542-1 Norm, 2001-07, Technische Systeme und Hilfen für Behinderte – Rollstuhlbefestigungs- und Insassenrückhalte-Systeme – Teil 1: Anforderungen und Prüfmethoden für alle Systeme
- ISO 10542-2 Norm, 2001-07, Technische Systeme und Hilfen für Behinderte – Rollstuhlbefestigungs- und Insassenrückhalte-Systeme – Teil 2: Vier-Punkt-Befestigungssysteme mit Gurten
- ISO 10542-3 Norm, 2005-02, Technische Hilfen für behinderte Menschen – Rollstuhl- und Personenrückhaltesysteme – Teil 3: Ankopplung der Rückhaltesysteme
- ISO 10542-4 Norm, 2004-09, Technische Systeme und Hilfen für Behinderte – Rollstuhlbefestigungs- und Insassenrückhalte-Systeme – Teil 4: Befestigungssystem mittels Klemmen
- ISO 10542-5 Norm, 2004-04, Technische Hilfen für behinderte Menschen – Rollstuhl- und Personenrückhaltesysteme – Teil 5: System für spezielle Rollstühle
- ISO 16840-3 Norm, 2006-07, Rollstuhlsitz – Teil 3: Bestimmung der statischen Belastbarkeit, der Belastung beim Aufprall und mit sich wiederholenden Belastungskräften für Haltungsunterstützungssysteme
- ISO/DIS 16840-4 Norm-Entwurf, 2006-06, Rollstuhlsitz – Teil 4: Sitzeinrichtungen zur Benutzung in Kraftfahrzeugen
- ISO 7176-19 Rollstühle – Teil 19: Mobilitätseinrichtungen (Rollstühle) zur Anwendung als Sitz in Motorfahrzeugen